# Service de soins et d'accompagnement mutualistes
 (signalé en juillet 2025).
Si vous disposez d'ouvrages ou d'articles de référence ou si vous connaissez des sites web de qualité traitant du thème abordé ici, merci de compléter l'article en donnant les références utiles à sa vérifiabilité et en les liant à la section « Notes et références ».
- Archive Wikiwix
- Bing
- Cairn
- DuckDuckGo
- E. Universalis
- Gallica
- Google
- G. Books
- G. News
- G. Scholar
- Persée
- Qwant
- (zh) Baidu
- (ru) Yandex
- (wd) trouver des œuvres sur Wikidata

Un service de soins et d'accompagnement mutualistes (SSAM) (anciennement appelé œuvres mutualistes puis réalisation sanitaire et sociale) est un service sanitaire, social, médico-social ou culturel géré par une mutuelle ou une union territoriale de la Mutualité française.
Les SSAM peuvent proposer notamment consultations médicales, hospitalisation, équipements optiques et auditifs, soins dentaires, analyses médicales. Ils peuvent également proposer différents services d’aide aux familles, aux personnes âgées et aux personnes en situation de handicap.
Ces actions sont soumises aux articles du livre 3 du code de la mutualité.